# Орёл (Татарстан)
Орёл — деревня в Лаишевском районе Татарстана. Административный центр Орловского сельского поселения.

## География
Находится в западной части Татарстана на расстоянии приблизительно 15 км по прямой на юг от Казани и 2 км на восток от берега Куйбышевского водохранилища.

## История
Основана в 1920-х годах. Долгое время имела статус посёлка.

## Население
Постоянных жителей было: в 1949 — 176, в 1958 — 216, в 1970 — 256, в 1979 — 508, в 1989 — 843, в 2002 — 838 (русские 68 %), 838 — в 2010.

## Транспорт
Пригородный автобус № 131 начал ходить до деревни от угла улиц Шаляпина и Павлюхина с начала 1990-х годов; в конце 1990-х перенумерован в № 331. Примерно в то же время к нему добавился маршрут № 338, следовавший по похожему маршруту. В начале 2000-х годов к ним добавились автобусы № 190 (от Приволжского рынка), № 195 (от ЦУМа), № 214 (от ДК химиков); после 2007 года эти три маршрута были перенумерованы в № 103с, № 107с и № 112с. Первый из них был укорочен, остальные два упразднены в 2014 и 2010 годах соответственно. В середине 2010-х №№ 331 и 338 были объединены в № 104, но вскоре бывший № 331 стал № 103, а бывший № 338 — № 100.
Вблизи деревни заканчивается мост на платной автомагистрали М12 «Восток» Москва — Казань — Екатеринбург.

## Разное
Около деревни расположены детские лагеря «Пионерия Татарстана» (в советское время — ведомственный треста «Казаньпромстрой»), «Ракета» (НПО «Вакууммаш», не работает), «Звёздный» (треста «Казаньпромстрой», ныне МО «Сәләт»).